# Iludina

Fórmula esqueletal de iludinas aisladas

Las iludinas son una familia de sesquiterpenos con propiedades antibióticas antitumorales producidas por algunas hongos. En su forma aislada, las iludinas muestran toxicidad selectiva para la leucemia mielocítica y otras células de carcinoma.
Las iludinas son altamente tóxicas, con poco valor terapéutico aparente en su forma natural. Se cree que las iludinas son responsables de la toxicidad de varias especies de Omphalotus, como O. olearius y O. illudens (hongos Jack o' Lantern) y O. nidiformis (hongo fantasma australiano).
Los metabolitos activos de las iludinas dañan el ADN a través de un mecanismo desconocido. Además, el análisis genético sugiere que los sistemas globales de reparación por escisión ignoran el daño del ADN causado por la iludina, a menos que las lesiones ocurran dentro de complejos de transcripción o replicación estancados.